# پیتزو دل تورتو
پیتزو دل تورتو (به لاتین: Pizzo del Torto) یک کوه در سوئیس است که در کانتون گراوبوندن واقع شده‌است. پیتزو دل تورتو ۲٬۷۲۳ متر بالاتر از سطح دریا واقع شده‌است.